# Karl-Heinz Spikofski
Karl-Heinz Spikofski (Essen, 24 februari 1927 – Mülheim an der Ruhr, 18 juni 1998) was een Duitse voormalige voetballer en trainer.

## Spelerscarrière
Spikofski begon zijn carrière bij TuS Helene Essen en stapte in 1950 over naar Bayer 04 Leverkusen, waarmee hij aan het einde van het seizoen promoveerde naar de Oberliga West, destijds de hoogste afdeling in Duitsland.
In 1952 lokte het buitenland voor de aanvallend ingestelde vleugelspeler. Spikofski vertrok naar het Franse CO Roubaix-Tourcoing en werd twee jaar later gecontracteerd door AC Torino dat hem uitleende aan Calcio Catania. Na drie seizoenen in Italië werd hij overgenomen door de ambitieuze eredivisionist VVV die een jaar eerder ook al Faas Wilkes had vastgelegd. Spikofski maakte deel uit van het VVV-elftal dat in 1959 de KNVB Bekerfinale veroverde dankzij een 4-1 overwinning op ADO. 
De Venlose club had echter een te dure huishouding en dreigde in de financiële problemen te raken, reden waarom eerst Wilkes en vervolgens ook Spikofski weer van de hand werden gedaan. De Duitser keerde hierna terug naar zijn geboorteland, waar hij nog twee seizoenen zou spelen bij VfR Wormatia Worms. Hij overleed op 18 juni 1998.

### Statistieken
| seizoen | club                 | land      | competitie       | wed. | goals |
| ------- | -------------------- | --------- | ---------------- | ---- | ----- |
| 1950/51 | Bayer 04 Leverkusen  | Duitsland | II. Division     | 30   | 12    |
| 1951/52 | Bayer 04 Leverkusen  | Duitsland | Oberliga West    | 27   | 3     |
| 1952/53 | CO Roubaix-Tourcoing | Frankrijk | Ligue 1          | 16   | 2     |
| 1953/54 | CO Roubaix-Tourcoing | Frankrijk | Ligue 1          | 29   | 6     |
| 1954/55 | Calcio Catania       | Italië    | Serie A          | 27   | 6     |
| 1955/56 | Calcio Catania       | Italië    | Serie B          | 29   | 7     |
| 1956/57 | Calcio Catania       | Italië    | Serie B          | 16   | 2     |
| 1957/58 | VVV                  | Nederland | Eredivisie       | 33   | 5     |
| 1958/59 | VVV                  | Nederland | Eredivisie       | 34   | 12    |
| 1959/60 | VfR Wormatia Worms   | Duitsland | Oberliga Südwest | 26   | 4     |
| 1960/61 | VfR Wormatia Worms   | Duitsland | Oberliga Südwest | 30   | 8     |
| Totaal  | Totaal               | Totaal    | Totaal           | 232  | 67    |

## Trainerscarrière
Na afloop van zijn spelersloopbaan was Spikofski nog drie jaar werkzaam als trainer, eerst bij het Zwitserse FC Sion en vervolgens bij BC Augsburg.